# 11 (álbum de Bryan Adams)
11 es el undécimo álbum de estudio del músico Bryan Adams publicado en Canadá el 17 de marzo de 2008. Fue lanzado en todo el mundo por Universal Music Group y por Polydor y ha sido un éxito comercial alcanzando la primera posición en Canadá, Suiza e India y la sexta en Reino Unido. Fue grabado en el Warehouse Studio, en Vancouver, Canadá, y en ocasiones en las habitaciones de los hoteles y entre bastidores en los conciertos alrededor de Europa.
Tres sencillos fueron lanzados para este disco: "I Thought I'd Seen Everything", "Tonight We Have the Stars" y "She's Got a Way". Su primer sencillo fue "I Thought I'd Seen Everything", el cual empezó a sonar en las emisoras europeas el 28 de agosto de 2008. Un mes más tarde se colocó en el lugar 3 de la clasificación del Billboard británico, y tiempo después en el primer lugar del Hit australiano.
Después sacó el segundo, "Flower Grown Wild". La letra de esta canción se inspiró en Amy Winehouse, quien en el momento que creó la letra, se encontraba en problemas personales, ante lo cual, Bryan le ofreció ayuda personal para superar sus problemas[cita requerida] y como gesto de homenaje, le dedicó el tema. El álbum fue publicado el 13 de mayo de 2008 en Estados Unidos exclusivamente por Wal-Mart y Sam's Club, dos cadenas de tiendas de venta al por menor. Para promocionar el disco, Adams realizó una gira por Europa durante "11 días" y en "11 ciudades" tocando las canciones nuevas y otras clásicas de su repertorio.

## Título
De acuerdo con una entrevista de Adams en la Canada AM, el título 11 fue elegido porque este es el undécimo álbum de material completamente original, excluidas las grabaciones en directo y álbumes recopilatorios, pero incluyendo la banda sonora Spirit: El Corcel Indomable. En otra entrevista, Adams mencionó:
```

```

En realidad no he pensado en otras connotaciones que suelen asociarse a la numerología del once. Aunque creo que ya hay personas que están especulando con esa idea, creo sinceramente que no hay un significado oculto.

Cuando el periodista de la BBC, Mark Savage le preguntó a Bryan: "¿Por qué se llama el disco "11"?"
```

```

Es mi undécimo álbum de estudio, y hay 11 canciones en él. No hay significados ocultos.

## Grabación y Producción
A partir del álbum Room Service y continuando con "11", Adams grabó una parte significativa de los álbumes fuera del estudio de grabación. Jim Vallance declaró: "Las torres de equipos de audio que se usan en una sala de grabación, se pueden sustituir por programas instalados en un ordenador portátil, lo que facilita la grabación en lugares insospechados". Adams declaró:

"Una vez pedimos un poco de comida y se quedaron mirando los colchones contra la ventana, y los micrófonos en el baño. Pero funcionó. Nos cargamos el mito de que tienes que grabar en un lugar a prueba de sonidos."

Este es el primer álbum desde el de 1991, Waking Up the Neighbours en donde Jim Vallance escribe canciones con Adams. Durante su proceso de creación Vallance enviaría archivos de audio MP3 por correo electrónico a Adams. Adams añadiría algunos elementos y los enviaría de vuelta a Vallance. Como Vallance ha señalado: " Continuamos con este proceso hasta que se completaron las canciones. Se requiere más tiempo que de la "forma tradicional", pero en mi opinión, los resultados son igual de buenos."

11 originalmente iba a ser una grabación acústica aunque Adams no estaba seguro y no se había comprometido con la idea por completo, incluso mientras escribía y grababa 11. La idea dejó de ser una realidad cuando viajó de vacaciones por Europa. Adams dijo:

"Yo estaba de vacaciones y creo que me sobrevino la idea al observar y escuchar a un artista acústico en la apertura de un festival al que estaba asistiendo; lo miraba tocar y me dije a mí mismo: No puedo imaginarme haciendo eso."'"

## Publicación
Adams ha dicho: "Estaba preparado en agosto y terminado básicamente en septiembre. La discográfica no quería sacarlo en Europa hasta marzo, así que tuvimos que esperar. Se puede imaginar mi frustración." El 24 de enero de 2008, fue lanzado oficialmente el primer sencillo, "I Thought I'd Seen Everything", difundido internacionalmente en las emisoras de radio desde el 28 de enero. El álbum fue lanzado internacionalmente el 17 de marzo de 2008 aunque en EE. UU. fue el 13 de mayo, junto con el segundo sencillo "Tonight We Have The Stars". El último sencillo, "She's Got A Way" fue lanzado en septiembre de 2008, junto con un "New Mix" de la canción publicado en su página web y en su MySpace. El cuarto sencillo "Mysterious Ways" fue publicado el 22 de octubre y presentado en el sitio web de Adams.
El 5 de octubre de 2008 una Edition Deluxe de 11 fue anunciada en su sitio web apareciendo nuevas canciones y un DVD disponible el 10 de noviembre de 2008 en el Reino Unido, y el 11 de noviembre en Canadá. El nuevo CD contenía los 11 temas originales, una nueva canción titulada "Saved", más dos canciones lado-B extras, "Way of the World" y "Miss America". El "New Mix" reemplazó la versión original de "She's Got A way", más la nueva mezcla de "Chicane" de la misma canción.
El DVD tiene una duración de 56 minutos incluyendo fragmentos de Bryan y su banda durante los ensayos de los 11 temas originales, además de las tomas entre bastidores y algunas conversaciones.

### Recepción
El crítico de Allmusic Thomas Erlewine dijo "11 mantiene una misma línea con su décimo álbum de larga duración. El uso de tópicos resulta algo plano, con 11 hay una sensación de oír algo que ya ha hecho antes, unos diez o quince años atrás." Chris Jones de la BBC dijo: "A veces el chirrido caliente suena un poco desapasionado, como si el propio Adams hubiera estado predicando el evangelio del amor de seis cuerdas durante tiempo (desde 1984 siendo una megaestrella) como si tuviera problemas para creer en sí mismo." Matt O'Leary de Virgin Media dijo: "11 es un buen álbum montado con temas a medio camino entre el rock y retazos de "como si fuera esta noche la última vez "- estilo baladas), pero canciones como "Broken Wings" son una especie de burbuja - que hacen un poco más irritante la entrega del sonido áspero, más acorde a su estilo tradicional."

### Sensación en las listas
11 fue lanzado oficialmente en mayo de 2008 y se colocó en el Top independiente, Top Rock Charts, Europa Albums Chart, Comprehensive Album Chart y el Top Albums digital en los Estados Unidos. El álbum alcanzó el puesto 80 en el Billboard 200 y fue el primer lanzamiento de estudio de Adams desde Waking Up the Neighbours alcanzando el número uno en el Canadian Albums Chart.
El álbum fue lanzado en Oceanía, Europa y Asia el 17 de marzo de 2008. 11 alcanzó la sexta posición de la UK Albums Chart y alcanzó el Top 10 en Suiza, India, Alemania, Austria, Dinamarca, Portugal, Holanda y Rumania. Alcanzó el Top 20 en Hungría y España, el Top 30 en Finlandia, Irlanda y Suecia, el Top 40 en Australia y Noruega, el top 100 en Italia y Polonia y las 200 mejores en Francia.

### Canciones
"I Thought I'd Seen Everything" es una canción escrita por Bryan Adams, Eliot Kennedy y Robert John "Mutt" Lange. El estilo musical de la canción y la producción fueron netamente inspirados en el rock y el pop de la década de 1980, y sus letras son crónicas de una relación. La canción fue lanzada como una descarga de pago en el Reino Unido el 17 de marzo de 2008. Aunque el "I Thought I'd Seen Everything" fue oficialmente lanzada en la radio de EE. UU. el 1 de marzo de 2008, resultó bastante popular en Adulto Contemporáneo, programa de radio donde llegó a la parte superior y media de la parrilla y alcanzó un máximo de 20. En Canadá "I Thought I'd Seen Everything" fue oficialmente lanzada en la radio en marzo de 2008. La canción alcanzó los cincuenta primeros puestos de la de Canadá Hot 100 chart donde se clasificó con el número 47 del top 50.
"Tonight We Have The Stars" es el segundo sencillo del álbum. Fue escrita por Bryan Adams, Jim Vallance y Gretchen Peters. La canción fue lanzada como sencillo digital el 6 de junio de 2008. La cara B es una grabación en vivo del concierto "Somethin 'to Believe In" en Barcelona, España, y del Reino Unido digital de su EP "Live From Barcelona".
Adams ha declarado: "Este álbum trata sobre la búsqueda de algo. La canción "Oxígeno", hace referencia sencillamente a lo que necesitamos para sobrevivir. La persona que usted está creando con el aire que respira. En otras palabras, nos necesitamos unos a otros al 100%." La canción "Broken Wings", trata de "alguien que me enseñó a volar. Es una metáfora. Se refiere a alguien que puede darte fe y hacerte creer que puedes tener éxito." Something to Believe In" es una canción "acerca de la afirmación de la vida, acerca de las creencias", mientras que "Walk on By", impulsa al oyente a no "mirar por encima de su hombro." Me gusta su aire melancólico", dice. "Por lo general cierro todos mis discos con un tema así, como diciendo soy yo, estoy solo ahora."

## 11 Tour
En apoyo al lanzamiento de11, Adams realizó "11 conciertos, en 11 ciudades", con conciertos en 11 países diferentes en solo 11 días. En algunos lugares ofreció un espectáculo "íntimo" al interpretar sobre el escenario solo con su guitarra y armónica. El espectáculo llegó a Londres el 11 de marzo de 2008, en el San James Church de Piccadilly. La última parada de su gira de 11 días de conciertos fue en Copenhague, Dinamarca, en el 17 de marzo. Después de los 11 conciertos en las 11 ciudades Adams 'realizó otra gira con Extranjero y Rod Stewart para apoyar su nuevo álbum. Zimbio preguntó a Adams: "¿En cuál de todas las canciones de su gira cree que hay mejor sonido acústico?"
Bueno, todo el trabajo tiene una impronta acústica, ya que todos los temas fueron pensados para ese instrumento, la guitarra acústica. Este álbum se inició como un disco acústico y a mitad de camino, en cierto modo se transformó y decidí hacer una especie de disco de rock acústico. Cuando toqué los temas delante del público me convencí de que tenía que hacer mi próxima gira, mi primera gira acústica en América. Tengo confianza suficiente con estas canciones y en las canciones del pasado; por eso creo que el espectáculo va a ser interesante, desnudándome como artista: solo yo y mi guitarra.

## Lista de canciones
- Bryan Adams coescribió todas las canciones del álbum; los otros autores fueron los siguientes:

| Original CD |                                     |                  |          |  |
| N.º         | Título                              | Escritor(es)     | Duración |  |
| 1.          | «Tonight We Have the Stars»         | Vallance, Peters | 4:05     |  |
| 2.          | «I Thought I'd Seen Everything»     | Kennedy, Lange   | 5:07     |  |
| 3.          | «I Ain't Losin' the Fight»          | Kennedy, Lange   | 3:56     |  |
| 4.          | «Oxygen»                            | Kennedy, Lange   | 3:35     |  |
| 5.          | «We Found What We Were Looking For» | Lange, Rabin     | 3:38     |  |
| 6.          | «Broken Wings»                      | Kennedy          | 3:37     |  |
| 7.          | «Somethin' to Believe In»           | Kennedy          | 4:01     |  |
| 8.          | «Mysterious Ways»                   | Peters           | 4:28     |  |
| 9.          | «She's Got a Way»                   | Kennedy          | 4:41     |  |
| 10.         | «Flower Grown Wild»                 | Vallance, Peters | 3:53     |  |
| 11.         | «Walk On By»                        | Vallance         | 2:53     |  |

| Pistas Extras en Deluxe Edition |                                                                                  |                  |          |  |
| N.º                             | Título                                                                           | Escritor(es)     | Duración |  |
| 12.                             | «The Way of the World» (Originally a UK/Japan Bonus Track/B-side of lead single) | Vallance, Peters | 3:18     |  |
| 13.                             | «Saved»                                                                          | Peters           | 4:08     |  |
| 14.                             | «Miss America» (Originally an iTunes Bonus Track/B-side of lead single)          | Kennedy          | 3:57     |  |
| 15.                             | «She's Got a Way» (Chicane Remix)                                                | Kennedy          | 3:36     |  |

## Personal
- Bryan Adams - Guitarra, Cantante, Bajo (en las canciones 1, 2, 3), Productor
- Keith Scott - Guitarra (en las canciones 2, 3, 4, 5, 7, 9, 12, 13, y 14)
- Colin Cripps - Guitarra (, pero todos los temas 8, 11 y 13), Segunda Voz en el track 7
- Gary Breit - Órgano, Piano (Pistas 1, 2, 3, 5, 7, 8, 9, 10, 12 y 14)
- Eliot Kennedy - Bajo (Pistas 4, 6, 9, 10, 12, 14), Piano en los temas 6 & 12, Segundas voces en las pistas 7 & 13
- Norm Fisher - Bajo (en el track 13)
- Robert John "Mutt" Lange - Bajo (Pista 5), productor en tracks 1 & 5
- Mickey Curry - Batería (tracks 1, 6, 7, 9, 13)
- Pat Steward - Batería (tracks 2, 3, 4, 5, 8, 12 and 14), tambourine (en el track 14)
- Jim Vallance - Batería (pista 10)
- Máire Breatnach - Violín en el track 8, y Viola en el track 11

### Personal adicional
- Pointless Brothers - Coros en la pista 6
- Kathleen Edwards - Coros en la pista 7
- Teese Gohl - Arreglo de Cuerdas en las pistas 7 & 8
- Gavin Greenway - Arreglo de Cuerdas en pista 11
- Hal Beckett - Conductor de Cadena en pistas 7, 8, & 11
- Bob Clearmountain - Mezclador de Audio
- Olle Romo - Editor
- Ben Dobie - Grabador
- Bryan Gallant - Adicional de Grabación
- Kirk Mcnally - Adicional de Grabación
- Roger Monk - Grabación de Cadena en pista 8
- Chicane - remezclador para pista 15
- J. Hockley - Adicional de Producción y Grabación en pista 15

## Posicionamiento

### Álbum
| País           | Peak Position | Certificación (Si Existe) | Ventas  | ref.          |
| -------------- | ------------- | ------------------------- | ------- | ------------- |
| Canadá         | 1             |                           |         | [ 11 ]        |
| Suiza          | 1             | Oro                       | +15,000 | [ 13 ] [ 34 ] |
| India          | 1             |                           |         | [ 4 ]         |
| Alemania       | 2             |                           |         | [ 14 ]        |
| Austria        | 2             |                           |         | [ 15 ]        |
| Dinamarca      | 2             |                           |         | [ 16 ]        |
| Portugal       | 4             |                           |         | [ 17 ]        |
| Reino Unido    | 6             |                           |         | [ 12 ]        |
| Holanda        | 8             |                           |         | [ 18 ]        |
| Rumania        | 10            |                           |         | [ 19 ]        |
| Hungría        | 12            |                           |         | [ 20 ]        |
| España         | 12            |                           |         | [ 21 ]        |
| Finlandia      | 21            |                           |         | [ 22 ]        |
| Irlanda        | 25            |                           |         | [ 23 ]        |
| Suecia         | 30            |                           |         | [ 24 ]        |
| Australia      | 35            |                           |         | [ 25 ]        |
| Noruega        | 39            |                           |         | [ 26 ]        |
| Polonia        | 50            |                           |         | [ 28 ]        |
| Italia         | 50            |                           |         | [ 27 ]        |
| Estados Unidos | 80            |                           |         | [ 11 ]        |
| Francia        | 157           |                           |         | [ 29 ]        |